# Dombelve
Dombelve (1899-ig Zákopcse, szlovákul Zákopčie) község Szlovákiában, a Zsolnai kerületben, a Csacai járásban.

## Fekvése
Csacától 8 km-re délnyugatra fekszik. Több hegyi telep tartozik hozzá.

## Története
1661-ben említik először. Plébániáját 1749-ben alapították.
A 18. század végén Vályi András így ír róla: „ZAKOPCZE. Zakopesje. Tót falu Trentsén Várm. földes Ura Hg. Eszterházy Uraság, lakosai katolikusok, fekszik Újhelyhez 6 mértföldnyire; határja hegyes, földgye sovány.”
1880-ban Ballestrem de Plawniowitz Ferenc gróf volt a falu kegyura.
Fényes Elek 1851-ben kiadott geográfiai szótárában így ír a faluról: „Zakopcse, Trencsén vm. tót falu, ut. p. Csácsához keletre 1 1/2 órányira. Lakja 3384 kath., 10 zsidó. Kath. paroch. temploma derék, erdeje igen nagy; s benne sok gombát szednek. F. u. h. Eszterházy.”
A trianoni békéig Trencsén vármegye Csacai járásához tartozott.

## Népessége
| Év:            | 1994. | 2004.   | 2014.   | 2024.   |
| -------------- | ----- | ------- | ------- | ------- |
| Emberek száma: | 1726  | 1830    | 1797    | 1683    |
| Eltérés:       |       | +6,02 % | -1,80 % | -6,34 % |

| Év:            | 2023. | 2024.   |
| -------------- | ----- | ------- |
| Emberek száma: | 1692  | 1683    |
| Eltérés:       |       | -0,53 % |

1910-ben 2774, túlnyomórészt szlovák anyanyelvű lakosa volt.
2001-ben 2752 lakosából 2721 szlovák volt.
2011-ben 1807 lakosából 1768 szlovák volt.
| Lakosok száma | 2752 | 1761 | 1710 | 1683 |
|               | 2001 | 2017 | 2021 | 2024 |

## Nevezetességei
- Keresztelő Szent János tiszteletére épített római katolikus temploma.